# Baseball aux Jeux d'Asie du Sud-Est
Le tournoi de baseball des Jeux d'Asie du Sud-Est est un tournoi international de baseball mettant aux prises les meilleures formations d'Asie du Sud-Est.
Le premier tournoi se dispute en 2005 aux Philippines. Il est remporté par les Philippines. En 2007, la Thaïlande s'impose chez elle.
Non disputé en 2009, le tournoi fait son retour en 2011 aux Jeux de Palembang en Indonésie. Le sport ne figure ensuite au programme qu'en 2019 aux Philippines.

## Palmarès
| Année        | Lieu         |             | Or          | Argent    | Bronze |
| ------------ | ------------ | ----------- | ----------- | --------- | ------ |
| 2005 Détails | Manille      | Philippines | Thaïlande   | Indonésie |        |
| 2007 Détails | Pathum Thani | Thaïlande   | Philippines | Indonésie |        |
| 2011 Détails | Palembang    | Philippines | Indonésie   | Thaïlande |        |
| 2019 Détails | Mabalacat    | Philippines | Thaïlande   | Indonésie |        |

## Tableau des médailles
| Rang | Pays        | Or | Argent | Bronze | Total |
| ---- | ----------- | -- | ------ | ------ | ----- |
| 1    | Philippines | 3  | 1      | 0      | 4     |
| 2    | Thaïlande   | 1  | 2      | 1      | 4     |
| 3    | Indonésie   | 0  | 1      | 3      | 4     |